# Murat (Allier)
 Murat  [myʁa] ist ein Dorf und eine Gemeinde mit 267 Einwohnern (Stand 1. Januar 2022) im französischen Département Allier in der Region Auvergne-Rhône-Alpes. Die Gemeinde gehört zum Arrondissement Montluçon und zum Kanton Commentry.

## Bevölkerungsentwicklung
| Jahr      | 1962 | 1968 | 1975 | 1982 | 1990 | 1999 | 2009 | 2016 | 2019 |
| Einwohner | 370  | 409  | 334  | 295  | 301  | 311  | 285  | 295  | 280  |

## Sehenswürdigkeiten
Siehe auch: Liste der Monuments historiques in Murat (Allier)
- Burg Murat (11./12. Jahrhundert, Monument historique 1945)
- Kirche Saint-Nicolas (Monument historique 1931/1958)
- Schloss Chatignoux (Monument historique 1980)
- Schloss Robinière (19. Jahrhundert)

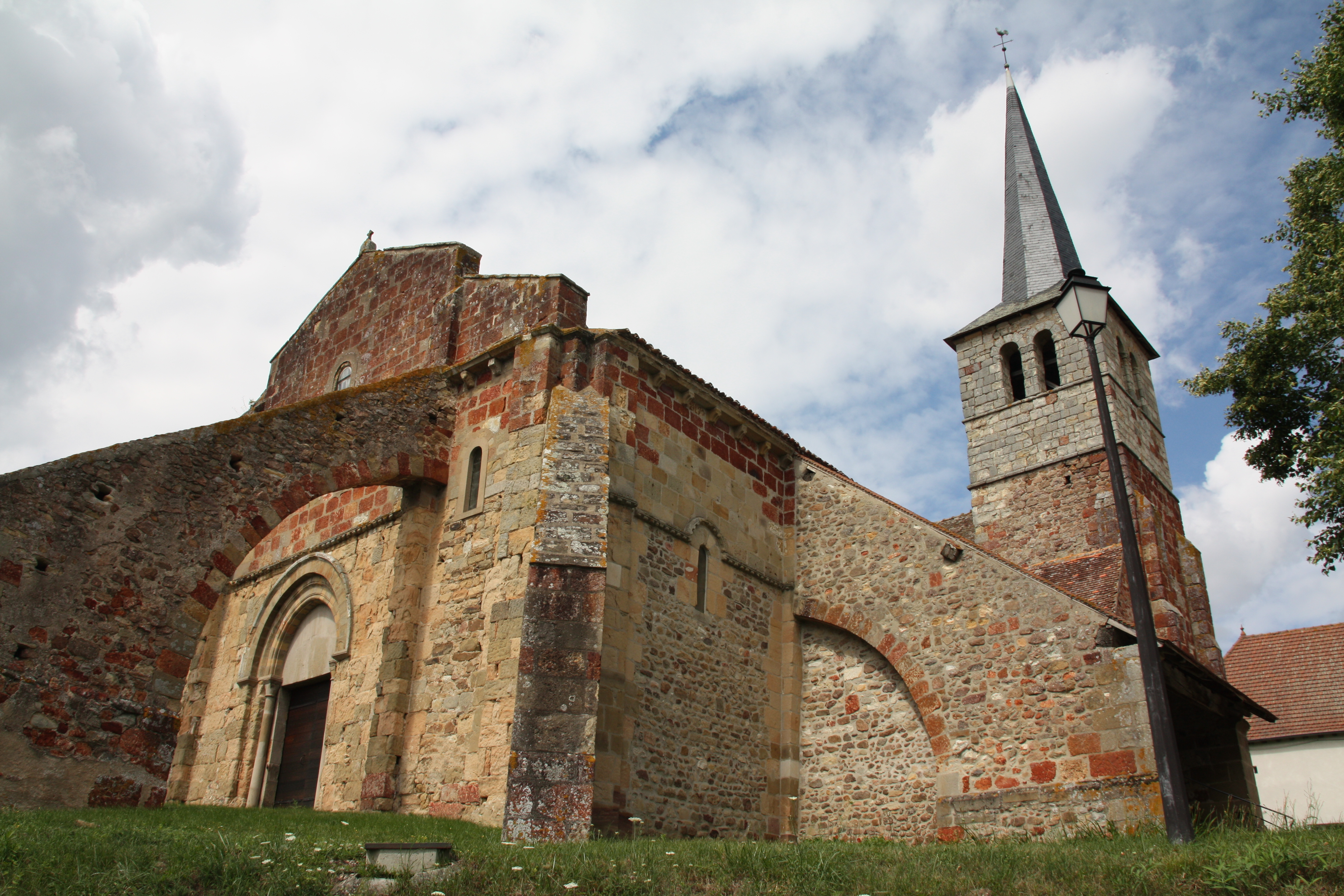
Kirche Saint-Nicolas